# 杜如風
杜如風（英語：Helen To Yu Fung，1975年5月16日—），香港女性節目主持人、製作人及專欄作家，先後畢業於加拿大麥馬士達大學及東京御茶水女子大學，因2007年為無綫生活台拍攝《流行東京》而人氣急升。現為自家製作公司「狼製作」創辦人兼社長，自行製作旅遊節目，再以外判形式賣給電視台。另外也是時裝品牌FUNGOLIA創辦人之一。

## 簡歷
父親是已故前嘉禾電影公司宣傳部經理杜惠東（筆名阿杜），由於父親為雜誌翻譯日本娛樂資訊多年，從小就耳濡目染，通曉日語。母親盧佩貞是路德會西門英才中學退休教師。小學就讀於北角衛理小學，當時也精於溜冰。中學就讀於筲箕灣官立中學，於加拿大麥馬士達大學修讀城市規劃，副修日語，其後參與當地「在加國學生日本語演講比賽」獲全國冠軍，考取到日本文部省（教育局）獎學金，獲日本駐加國大使夫人賞識，推介她在大學畢業後到東京的御茶水女子大學主修日本文學，故放棄多倫多大學的碩士課程。1998年取得大學文憑後，其父向英皇電影推薦杜如風擔任日本電影字幕翻譯，及後成為編劇學徒。2005年應徵有線電視的旅遊節目資料撰稿員，製作《活得很滋味》。她曾參與電影《大佬愛美麗》的劇本創作。  
2007年，無綫生活台邀杜如風主持旅遊節目《流行東京》，而令她漸為人熟悉。2008年再製作第二輯。2009年和Now寬頻電視合作主持外判形式的旅遊節目，共三輯《風行全世界》和《風行全中國》。正當大家以為杜如風有錢賺，她卻否認。整個節目由資料搜集、訂機票酒店、租車以至行程編排，全部都是杜如風和導演二人處理。杜如風更透露之前去英國受了氣，因為被當地的一個製片「放鴿子」，她表示只要求他幫手安排行程，約地方拍攝已經沒有叫他約，他居然一日都沒有出現過，還收她300英鎊一日，他夠膽在最後一日走來想問她收錢。杜如風返到香港在專欄中開名責罵他，他的公司最後打電話來向杜如風了解事件。
杜如風曾於2007年與香港歌手黃又南拍拖，但戀情維持一年便告終。2011年3月日本發生地震時帶團到東京四日三夜，她在微博寫上：「剛剛回到故鄉東京（因杜如風經常到東京旅遊）就遇上大地震！搖過搖滾！真的會死在家鄉嗎？」。2015年，和好友，WIYO公司創辦人之一的CALVIN TSOI成立時裝品牌FUNGOLIA。無綫電視翡翠台和高清翡翠台先後分別於1月和7月播出其主持的旅遊節目《流行首爾》和《東京攻略》。
2016年，杜如風先後為無綫電視翡翠台主持旅遊節目《東京攻略の新年番外篇》、《関西攻略》和《関西攻略弐》。2017年，無綫電視翡翠台於10月播出旅遊節目《九州攻略》。2018年1月、5月及10月又分別主持旅遊節目《関西攻略の新年番外篇》、《北海道攻略》及《昇龍道攻略》。
2023年1月18日，在個人臉書上宣佈辭任FUNGOLIA股東職務。

## 演出

### 電視節目

#### 主持
- 2007年：生活放送（無綫電視無綫生活台）
- 2007年8月25日—2008年1月6日：流行東京(共40集)（無綫電視無綫生活台）
- 2008年10月4日—2009年1月3日：流行東京第2輯(共14集)（無綫電視無綫生活台）
- 2010年：風行全世界（巴黎、新加坡和北京）（Now TVNow香港台）
- 2011年：風行全世界 第二輯（倫敦、紐約和蘇梅島）（Now TVNow101台）
- 2012年：風行全中國（Now TVNow101台）
- 2013年：風行全世界 第三輯（不丹、馬來西亞、墾丁和東京）（Now TVNow101台）
- 2015年1月5－16日：流行首爾（共10集）（無綫電視翡翠台和高清翡翠台[註 1]）
- 2015年7月6－17日：東京攻略（共10集）（無綫電視翡翠台和高清翡翠台[註 1]）
- 2016年1月31日：東京攻略の新年番外篇（共1集）（無綫電視翡翠台和高清翡翠台[註 1]）
- 2016年4月25日—5月6日：関西攻略（共10集）（無綫電視翡翠台）
- 2016年11月7日—11月18日：関西攻略弐（共10集）（無綫電視翡翠台）
- 2017年10月14日—11月11日：九州攻略（共4集）（無綫電視翡翠台）
- 2018年1月28日—2月4日：関西攻略之新年番外篇（共2集）（無綫電視翡翠台）
- 2018年5月20日—6月17日：北海道攻略（共5集）（無綫電視翡翠台）
- 2018年10月14日—11月11日：昇龍道攻略（共5集）（無綫電視翡翠台）
- 2019年：8個香港
- 2021年：中女唔易做（香港電視娛樂ViuTV）
- 2022年：拆你個夢（香港電視娛樂ViuTV）
- 2023年：解風東京（無綫電視J2台）
- 2023年：解風大阪（無綫電視J2台）
- 2024年：解風福岡（無綫電視TVB Plus）
- 2025年：解風東京2（無綫電視TVB Plus）

#### 嘉賓
- 2008年：星級廚房（第641集）（第644集）（第646集）（無綫電視無綫生活台）
- 2015年：今晚睇李（無綫電視翡翠台）
- 2015年：兄弟幫（無綫電視翡翠台）
- 2015年：2015年度香港小姐競選（無綫電視翡翠台）
- 2016年：男人食堂（無綫電視翡翠台）
- 2016年：Do姐有問題（無綫電視翡翠台）
- 2017年：我係小廚神3（無綫電視翡翠台）
- 2018年：森美旅行團2（無綫電視翡翠台）
- 2018年：美女廚房（無綫電視翡翠台）
- 2018年：女人四十（無綫電視翡翠台）
- 2019年：阿爺賀歲攻略（無綫電視翡翠台）
- 2021年：七救星（香港電視娛樂ViuTV）
- 2023年：鋪鋪Poker（無綫電視J2台）

### 電影
| 年份 | 中文片名     | 角色     | 性質     |
| ---- | ------------ | -------- | -------- |
| 2010 | 維多利亞一號 | 同事     | 特別演出 |
| 2014 | 豪情3D       | 特別演出 | 特別演出 |
| 2015 | 全力扣殺     | 觀眾     | 特別演出 |

### 廣告
- 2011年：Dermes 激光永久脫毛療程
- 2011年：可口可樂 CHOK 獎
- 2012年：Ultima II 化粧品
- 2012年：奧迪Q3（微電影性質）
- 2013年：elyze X 消除脂肪療程
- 2015年：Moist Diane 白金閃亮護髮系列
- 2016年：友邦強積金
- 2016年：樂聲牌 IH Mini 飯煲
- 2016年：我 眼淚 人工淚液 MyTear

## 書籍
- 2008年7月：《風行東京》，知出版有限公司，ISBN 978-962-8983-35-3
- 2009年7月：《風行東京2》，知出版有限公司，ISBN 978-962-8983-56-8
- 2009年7月：《遊魂東京》，知出版有限公司，ISBN 978-962-8983-75-9
- 2010年7月：《風行風語》，知出版有限公司，ISBN 978-988-1930-13-2
- 2011年7月：《風行風語2》，青春文化有限公司，ISBN 978-988-1542-91-5
- 2012年7月：《風行風語3》，青馬文化有限公司，ISBN 978-988-8156-21-4
- 2013年7月：《風行風語4》，青馬文化有限公司，ISBN 978-988-8156-68-9
- 2015年7月：《風行千履》，圓方出版社（香港）有限公司
- 2016年7月：《風行千履2》，圓方出版社（香港）有限公司

## 外部連結
- 杜如風的Facebook專頁
- 杜如風的新浪微博
- 杜如風 Helen To - Yahoo!BLOG （页面存档备份，存于）（巳終止服務）
- 風言風語 - 東周網【東周刊官方網站】 （页面存档备份，存于）
- 風行東京 - 書籍資料1[永久]
- 風行東京 - 書籍資料2 （页面存档备份，存于）
- FUNGOLIA 官方網頁 （页面存档备份，存于）